# Gerygone hypoxantha
Gerygone hypoxantha là một loài chim trong họ Acanthizidae.